# DEMOS-Siedlung
Die DEMOS-Siedlung, kurz Demos, in Woltersdorf ist eine Reihenhaus-Siedlung innerhalb der fast hundert Jahre älteren Gartenstadt Schönblick.

## Lage
Die DEMOS-Siedlung liegt im Westen von Woltersdorf. Nördlich wird sie von der Straße An den Fuchsbergen und südlich von der Waldstraße eingefasst. Sie wird durch die Berliner Straße in eine Nord- und eine Südhälfte geteilt.

## Geschichte

### Vorgeschichte
Im Jahre 1902 kaufte Bruno Wilhelmi in Woltersdorf viele Ackerflächen westlich vom Dorf auf, um dort eine der ersten Siedlungen der Gartenstadt-Bewegung anzulegen. Das Villenterrain Schönblick war jedoch von Beginn an in einen Ost- und Westteil gespalten, da der Bauer und Gemeindevorsteher Max Staab von seinen 120 Morgen Ackerland nur die Hälfte verkaufte. 1928 wurde der südöstliche Teil des verbliebenen Staab-Ackers doch noch parzelliert und die hindurchführende Straße nach dem in Schönblick wohnenden Künstler Fidus benannt. 1929 wurde ein Generalbebauungsplan für Woltersdorf beschlossen. In ihm war langfristig vorgesehen eine Straße von der Waldstraße im Süden über den Staabacker und durch die Fuchsberge und den Knack dann im großen Bogen zum geplanten Seebad am Kalksee führen sollte. Die Einfahrt der Bruno-Wilhelmi-Straße an der Waldstraße wurde bereits angelegt und ist bis heute erhalten. Ab 1933 konnte der mitten in Schönblick liegende Acker jedoch nicht mehr weiter parzelliert werden, da durch das Reichserbhofgesetz im Sinne der Blut-und-Boden-Ideologie Bauernhöfe und ihr Besitz nicht mehr verändert werden durften. Nach dem Zweiten Weltkrieg blieb der Staabacker Ackerland.

### Anlage der Siedlung
Erst mit der friedlichen Revolution 1989/90 kam es zu Veränderungen für den Staabacker. Da die Gemeinde ihre Eigenständigkeit behalten wollte, wurden die letzten Ackerflächen in einen neuen Bebauungsplan aufgenommen. Dieser sieht eine dichtere Bebauung als in der näheren Umgebung, einen zentralen Platz an der Berliner Straße und einen Grünstreifen von den Fuchsbergen bis zu den Berliner Forsten vor. Der Staabacker sollte von der DEMOS-Wohnungsbau aus München entwickelt werden. Die Hoffnung, vor allem Bonner Bundesbeamte anzuziehen, erfüllte sich nicht in großem Rahmen. Am 23. Juni 1994 wurden die Straßennamen im nördlichen Teil der Siedlung und am 27. Oktober im südlichen Teil festgelegt. Die Pläne sahen am Berliner Platz einen großen Kreisverkehr mit öffentlichen Einrichtungen und Einzelhandel vor und zehn neue Straßen. Der Kreisverkehr wurde jedoch nicht angelegt und von den zehn Straßen wurden nur sieben ausgeführt und auch nicht alle vollständig. In der Mitte entstand eine kommunale Kita, jedoch kam es nicht zu einer Ansiedlung von Einzelhandel. Durch die nördliche Hälfte der Siedlung wurde ein Parkstreifen mit Spielplatz angelegt. Die DEMOS-Wohnungsbau verkaufte nach zwanzig Jahren die nicht bebauten Flächen. Seit 2023 wird über eine Fertigstellung des südlichen Teils der Siedlung mit einem neuen Bauträger diskutiert.

## Siedlungsstruktur

### Gebäude
Die Siedlung besteht im Norden aus Reihenhäusern und ganz im Süden aus Doppel- und Einfamilienhäusern mit zwei Voll- und einem Dachgeschoss. Am Berliner Platz befindet sich mit dem Seniorenheim von AlexA Pflege der höchste Bau mit vier Geschossen.

### Straßen
Die Straßen in der Demos sind größtenteils nach brandenburgischen Landschaften benannt. Ihre Position innerhalb der Nachbarschaft entspricht annähernd ihrer geographischen Lage. In der Mitte der Demos befindet sich der Berliner Platz. Ausgeführt wurden Barnimstraße, Flämingstraße, Märkische Straße, Spreewälder Straße sowie die Straße am Wäldchen und die nach Norden verlängerte Fidusallee. Die Havelländische Straße, Lausitzer Straße und Prignitzstraße wurden nicht gebaut. Der begonnene Kreisverkehr Berliner Platz ist heute noch südlich der Berliner Straße erkennbar.
Schon bei der Gründung von Schönblick waren Parallel- und Querstraßen zur Berliner Straße geplant. So sollte die Baltzerstraße bis zum Schönebecker Weg führen und die Mittel- und Heinrich-Heine-Straße verbunden werden. Dies erfolgte nur im Norden für Fußgänger und Radfahrer.

### Öffentlicher Personennahverkehr
Die Siedlung verfügt seit 2006 über eine eigene Haltestelle der Woltersdorfer Straßenbahn. An dieser endet auch der zu Stoßzeiten angebotene 10-Minuten-Takt.
Seit 2022 hält jede Stunde auch ein Plus-Bus, der zwischen den Bahnhöfen Erkner und Neuenhagen verkehrt, am Berliner Platz.